# Nannochoristidae
Nannochoristidae — архаїчна родина скорпіонових мух. Включає 7 сучасних видів у двох родах, що трапляються в Австралії, Новій Зеландії та Південній Америці. У викопному стані родина відома з пермських відкладень віком понад 270 млн. Таким чином це найдавніша сучасна родина скорпіонниць.

## Опис
Імаго має типову для скопіонових мух будову з загостреними, видовженими крилами. Імаго живляться нектаром. Личинки за формою тіла відрізняються від личинок інших скорпіонниць і зовні схожі на личинок жуків-коваликів (дротяників). Вони живуть у воді та полюють на личинок двокрилих.

## Роди
- Microchorista Byers, 1974 (один вид) — Нова Зеландія
- Nannochorista Tillyard, 1917 (шість видів) — Австралія, Чилі, Аргентина.

Викопні роди
- †Dahurochorista
- †Dahurolarva
- †Itaphlebia
- ?†Jichoristella
- †Nannochoristella
- †Neochoristella
- †Protochoristella
- †Robinjohnia